# 塞弗伦斯 (科罗拉多州)
塞弗伦斯（英語：Severance），是美国科罗拉多州韦尔德县下属的一座城市。建市于1920年11月20日，面积大约为6.249平方英里（16.186平方公里）。根据2010年美国人口普查，该市有人口3,165人。2011年估计该市有人口3,239人，相比2010年人口增长率为2.34%。同时，论人口该市是科罗拉多州第90大城市。